# Coprinopsis insignis

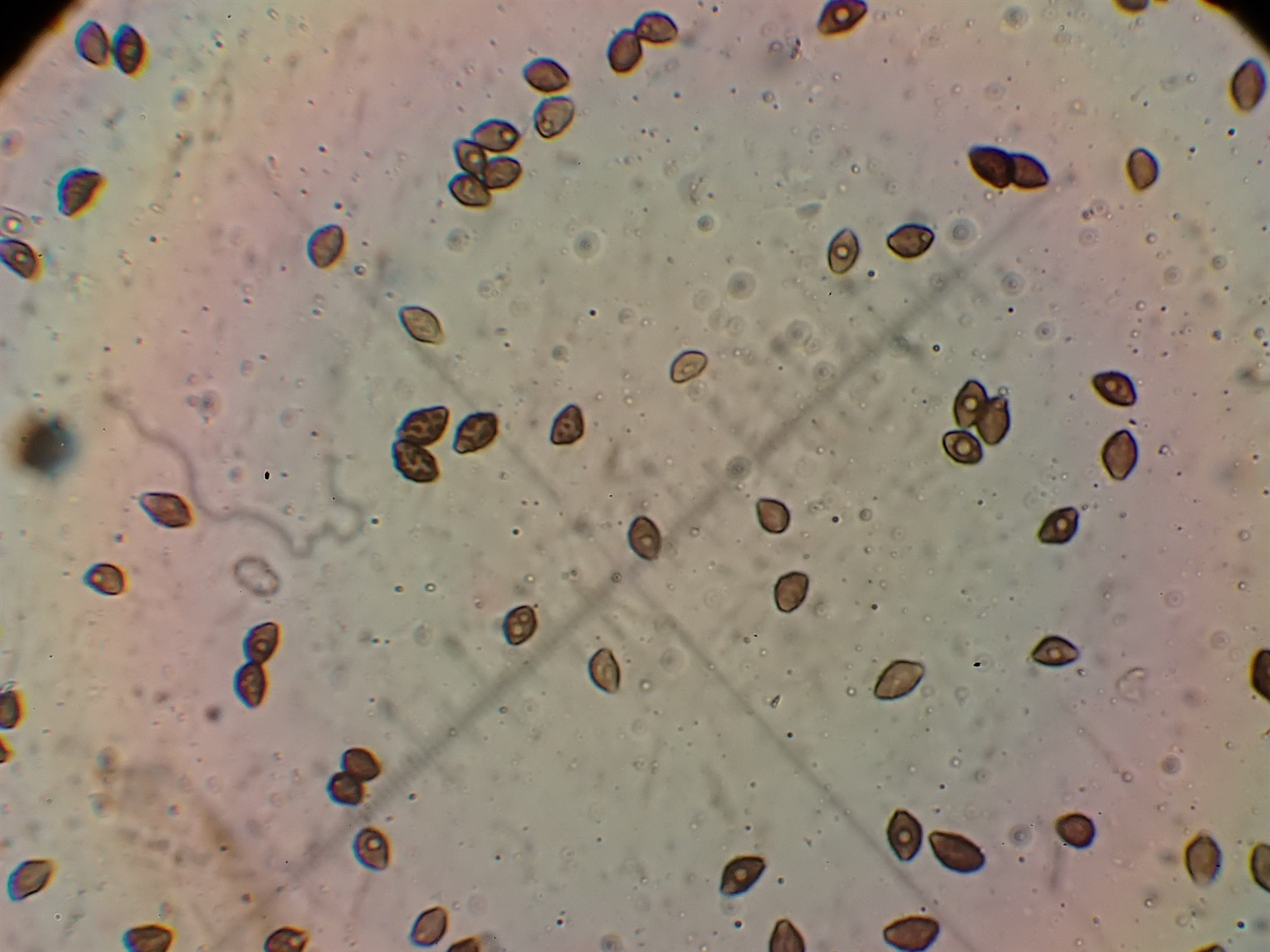
Zarodniki

Coprinopsis insignis (Peck) Redhead, Vilgalys & Moncalvo – gatunek grzybów należący do rodziny kruchaweczkowatych (Psathyrellaceae).

## Systematyka
Pozycja w klasyfikacji według Index Fungorum: Coprinopsis, Psathyrellaceae, Agaricales, Agaricomycetidae, Agaricomycetes, Agaricomycotina, Basidiomycota, Fungi.
Po raz pierwszy opisał go w 1874 r. Charles Horton Peck, nadając mu nazwę Coprinus insignis. Obecną, uznaną przez Index Fungorum nazwę nadali mu Redhead, Vilgalys i Moncalvo w 2001 r.
Synonimy:
- Coprinus insignis Peck 1874
- Pselliophora insignis (Peck) Fayod 1889[2].

## Morfologia
Kapelusz
Średnica 5–7 cm, kształt jajowaty do stożkowatego. Brzeg początkowo blisko trzonu, ale z czasem rozszerza się, wskutek czego średnica kapelusza dochodzi do 10 cm. Powierzchnia włókienkowata, drobno bruzdowana z prześwitującymi blaszkami, początkowo srebrzystobiała, szara do ochrowo-szarej, bardziej brudno ochrowa w kierunku środka.
Blaszki
Średnio gęste, wolne, początkowo białe, potem szare do czarnych. Liczba blaszek ponad 50, pomiędzy nimi 3–7 międzyblaszek.
Trzon
Wysokość do 12 cm, grubość do 1,2 cm, cylindryczny, owłosiony, biały.
Cechy mikroskopowe
Podstawki 25–42 × 8–10 µm, 4-zarodnikowe, otoczone 3–6 pseudoparafizami. Zarodniki 10,5–14,0 × 6,5–8,0 µm (Q = 1,6–2,0), migdałkowate, silnie brodawkowate z wąskimi porami rostkowymi, ciemno czerwonobrązowe. Cheilocystydy do 150 × 60 µm, workowate lub cylindryczne. Pleurocystydy do 180 × 60 µm, workowate do cylindrycznych. Strzępki osłony zbudowane ze strzępek o wymiarach do 120 × 15 µm. W strzępkach są sprzążki.
Gatunki podobne
Coprinopsis insignis tworzy średniej wielkości owocniki. Od licznej grupy gatunków rodzaju Coprinopsis odróżnia się strzępkami osłony oraz migdałowatymi i brodawkowatymi zarodnikami.

## Występowanie i siedlisko
Podano stanowiska Coprinopsis insignis w Ameryce Północnej, w Europie i Japonii. W wykazie wielkoowocnikowych grzybów podstawkowych Władysława Wojewody z 2003 r. brak tego gatunku. Po raz pierwszy jego stanowiska podała Anna Kujawa w 2009 r. Potem podano jeszcze inne. Aktualne stanowiska podaje internetowy atlas grzybów. Znajduje się w nim w rejestrze gatunków zagrożonych i wartych objęcia ochroną.
Naziemny grzyb saprotroficzny. Występuje w lasach liściastych na zagrzebanych w ziemi resztkach silnie spróchniałego drewna, rzadziej na próchnicznej ziemi. Owocniki tworzy od lata do jesieni, pojedynczo lub w grupach.